# ASA Târgu Mureș
L'ASA Târgu Mureș és un club de futbol romanès de la ciutat de Târgu Mureș.

## Història
El club va ser fundat el 1962 i el 1964 es fusionà amb Mureşul Târgu Mureş, descendent del Voinţa Târgu Mureş. Evolució del nom:
- 1962-1964: Asociaţia Sportivă „Armata” Târgu Mureş
- 1964-1969: ASA „Mureşul” Târgu Mureş (fusionat amb Mureşul Târgu Mureş)
- 1969-1990: ASA Târgu Mureş
- 1990-1992: ASA „Electromureş” Târgu Mureş
- 1992-2005: ASA Târgu Mureş

El seu jugador més reconegut fou László Bölöni, que jugà 406 partits i marcà 64 gols amb el club. Jugà 21 temporades a la primera divisió entre 1962 i 1992, destacant la temporada 1974-75, en la que fou segon a la lliga. Es va dissoldre el 2005, naixent un nou club, el FCM Târgu Mureș.

## Palmarès
- Liga II: 
  - 1966-67, 1970-71, 1986-87, 1990-91

## ASA Târgu Mureș a Europa
| Temporada | Competició      | Ronda         | Club           | Local | Visitant | Agregat |
| --------- | --------------- | ------------- | -------------- | ----- | -------- | ------- |
| 1975-76   | Copa de la UEFA | Primera ronda | Dynamo Dresden | 2-2   | 1-4      | 3-6     |
| 1976-77   | Copa de la UEFA | Primera ronda | Dinamo Zagreb  | 0-1   | 0-3      | 0-4     |
| 1977-78   | Copa de la UEFA | Primera ronda | AEK Atenes     | 1-0   | 0-3      | 1-3     |

| Competició      | T | P | G | E | P | GF | GC | DG  |
| --------------- | - | - | - | - | - | -- | -- | --- |
| Copa de la UEFA | 3 | 6 | 1 | 1 | 4 | 4  | 13 | - 9 |
| Total           | 3 | 6 | 1 | 1 | 4 | 4  | 13 | - 9 |